# Франсуа Жакоб
Франсуа́ Жако́б (фр. François Jacob; 17 червня 1920, Нансі, Франція — 19 квітня 2013) — французький мікробіолог та генетик, лауреат Нобелівської премії з фізіології або медицини 1965 року (спільно з Андре Львовом та Жаком Моно) «за відкриття в галузі генетичного контролю синтезу ферментів і вірусів». Член Французької академії (1996).

## Біографія
Франсуа Жакоб народився 17 червня 1920 року в Нансі. Після закінчення ліцею Карно в Парижі він поступає на медичний факультет Паризького університету з наміром стати хірургом. Початок Другої світової війни перервав його навчання. Він залишає Париж і приєднується до руху Вільна Франція. Як офіцер санітарного загону брав участь у бойових діях в Північній Африці. Брав участь у висадці 6 серпня 1944 року військ союзників у Нормандії, де був тяжко поранений. 1947 року закінчив своє навчання в Паризькому університеті, захистивши докторську дисертацію з медицини. Цього ж року одружився з піаністкою Ліз Блок. У подружжя народилося четверо дітей: П'єр (майбутній філософ), Лоран, Оділь і Анрі.
Внаслідок свого військового поранення Жакоб не зміг стати хірургом. Після різних посад у медичній сфері з 1950 року він звернувся до біологічних наук і став учнем Андре Львова в Інституті Пастера. 1954 року захистив докторську дисертацію з біології. 1956 став директором лабораторії. У 1965 році (спільно з Андре Львовом та Жаком Моно) був відзначений Нобелівською премією з фізіології або медицини.

## Нагороди
- Великий хрест ордена Почесного легіону
- Компаньйон ордена Визволення
- Великий офіцер ордена "За заслуги "
- Військовий хрест із пальмовою гілкою
- Колоніальна медаль